# 長者湖水公園駅
長者湖水公園駅（チャンジャホスゴンウォンえき）は、大韓民国京畿道九里市に位置する、ソウル交通公社8号線（別内線）の駅。駅番号は「808」。

## 歴史
計画時の仮駅名は土坪駅(朝: 토평역)であった。
- 2022年4月25日：駅名が現在の物に決まる[2]。
- 2024年8月10日：開業[4]。

## 駅周辺
- 長者初等学校
- 長者中学校
- 長者湖水公園
- 富陽初等学校
- 土坪初等学校
- 土坪中学校
- 九里中学校
- 九里高等学校
- 白門高等学校
- 九里警察署
- 九里市庁
- 九里アートホール
- 九里漢江市民公園

## 隣の駅
ソウル交通公社
 8号線（別内線）
九里駅 (807) - 長者湖水公園駅 (808) - 岩寺歴史公園駅 (809)